# محمد شمس لنگرودی
محمدتقی جواهری گیلانی معروف به محمد شمس لنگرودی (زادهٔ ۲۶ آبان ۱۳۲۹ در لنگرود) شاعر، پژوهشگر، بازیگر، خواننده و مورخ ادبی معاصر ایرانی است.
وی دیپلمِ ریاضی و لیسانسِ اقتصاد و بازرگانی دارد و مدرس دانشگاه بوده و تاریخ هنر درس می‌دهد. او فرزند جعفر شمس گیلانی (لنگرودی) است.

## زندگی

### اوایلِ زندگی

شمس لنگرودی در جوانی

شمس لنگرودی با نام خانوادگی جواهری گیلانی در سال ۱۳۲۹ در خانواده‌ای روحانی و ادیب در محله آسید عبدالله لنگرود متولد شد. وی در دبستان کوروش و دبیرستان‌های امیرکبیر، ملی محمدیه و خیام شهر لنگرود تحصیل کرد و در سال ۱۳۴۸ دیپلم ریاضی گرفت. علاقه پدر به شعر و کتابخوان بودن مادر سبب شد که به شعر و ادبیات علاقه‌مند شود و در سال ۱۳۴۶ اولین شعرش که تقلیدی از اشعار نادر نادرپور بود در هفته‌نامه امید ایران چاپ شد.

### تحصیل در رشت
در مهر ماه سال ۱۳۴۹ تحصیل در رشته اقتصاد را در مدرسه عالی بازرگانی رشت آغاز می‌کند. شمس جوان که در لنگرود مجبور به حفظ شان روحانی پدر بود، با حضور در فضای توأم با مدارا و فرهنگی رشت، جهان دیگری را تجربه می‌کند. در همین ایام در حالی که سخت تحت تأثیر زندگی و شعر بودلر بود در دبیرستان‌های رشت نیز تدریس می‌کرد تا در بهمن ماه سال ۱۳۵۳ توانست با درجه کارشناسی اقتصاد از مدرسه عالی بازرگانی رشت فارغ‌التحصیل شود.

### انتشارِ نخستین کتاب
در سال ۱۳۵۴ به تهران رفت و در دبیرستان دخترانه خوارزمی مشغول به تدریس ادبیات فارسی شد ولی پس از چند ماه به دلایل سیاسی از کار اخراج شد و به رشت بازگشت. نخستین دفتر شعرش رفتار تشنگی را با هزینه شخصی در سال ۱۳۵۵ منتشر کرد. خود او معتقد است که انتشار این کتاب در واقع خداحافظی با دوره خاص فکری و زیبایی‌شناسی و آغازی دیگر در نوع تفکر ادبی او بوده‌است. در سال ۱۳۵۸ با فرزانه داوری ازدواج می‌کند و در همان سال از محل کارش در کانون پرورش فکری کودکان و نوجوانان تهران که دو سال در آنجا مشغول به کار بود، اخراج می‌شود.

### زندان رفتن تمام خانواده
در شهریور ۱۳۶۱ و به دنبال زندانی شدن برادر، دستگیرشده و در اوین زندانی می‌شود، سرانجام با تلاش‌های پدر و وساطت و پیگیری آیت الله حسینعلی منتظری پس از حدود ۱ سال از زندان آزاد می‌شود. تجربه زندان تأثیر عمیقی در افکار و جهان‌بینی شمس لنگرودی گذاشت و تصمیم گرفت که با تمام وجود به ادبیات بپردازد.

### شهرت
نام شمس لنگرودی پس از انتشار مجموعه‌های «خاکستر و بانو» و «جشن ناپیدا» در اواسط دههٔ ۱۳۶۰ مطرح شد و پس از چاپ «قصیدهٔ لبخند چاک‌چاک» به شهرت رسید؛ سپس ده‌سالی را با سکوت در شعر می‌گذراند و سرانجام در سال ۱۳۷۹، مجموعه شعر «نت‌هایی برای بلبل چوبی» را روانه بازار کتاب می‌کند. این شاعر در دههٔ ۱۳۸۰ سال‌های سکوت و کم‌کاری را جبران می‌کند؛ در این سال‌ها هشت مجموعه شعر از او منتشر می‌شود که از آن جمله‌است: «پنجاه‌وسه ترانهٔ عاشقانه»، «رسم‌کردن دست‌های تو» و «شب، نقاب عمومی است». از این میان، مجموعه شعر «۲۲ مرثیه در تیرماه» از طریق رسانه‌های اینترنتی منتشر شده‌است.

شمس لنگرودی در سال ۱۳۸۹ در فیلم فلامینگو شماره ۱۳ به کارگردانی حمیدرضا علیقلیان در نقش یک شاعر ظاهر شد. در سال ۱۳۹۲ در فیلم پنج تا پنج به کارگردانی تارا اوتادی همراه با رضا کیانیان بازی کرد و پس از آن در سال ۱۳۹۳ در فیلم سینمایی احتمال باران اسیدی به کارگردانی بهتاش صناعی‌ها مجدداً به ایفای نقش پرداخت
و برای بازی در این فیلم کاندیدای دریافت جایزه بهترین بازیگر نقش اول مرد در نهمین جشن انجمن منتقدان سینمای ایران شد.
در اسفندماه ۱۳۹۳، شمس لنگرودی طی نامه کوتاهی از جشنواره شعر فجر که در آن نامزد دریافت جایزه شده بود کناره‌گیری کرد.

### مشاغل
مشاغل به ترتیب:
۰۱ دبیر ریاضیات، اقتصاد، ادبیات در مدارس رشت و تهران.
۰۲ کارشناس امور کشاورزی در اداره‌کل کشاورزی رشت.
۰۳ کارشناس ادبیات کودک و نوجوان در کانون پرورش فکری کودکان و نوجوانان.
۰۴ ویراستار کتب ادبی و تاریخی در سازمان‌های خصوصی و دولتی.
۰۵ مدرس فلسفه تحول هنر و ادبیات غرب به مدت ۲۵ سال در دانشگاه‌های آزاد اراک و تهران، دانشگاه تهران و مدرسه عالی هنر و معماری پارس.

## سبک
محمد شمس لنگرودی در ابتدای راه شاعری تحت تأثیر زبان و نگاه فریدون توللی، فریدون مشیری و به ویژه نادر نادرپور بود. با وارد شدن به جریانات سیاسی و تحت تأثیر شرایط زمانه به شعر سیاوش کسرایی و در نهایت احمد شاملو متمایل می‌شود و می‌توان بخش بزرگی از اشعار او را متأثر از زبان شاملو دانست.
پس از کتاب قصیده لبخند چاک چاک بود که به تدریج توانست از تحت تأثیر بودن دیگران فاصله بگیرد و با سادگی و روانی کلام و مفاهیم به زبان محاوره نزدیک شود. او در کتاب «نت‌هایی برای بلبل چوبی» با آرمان‌خواهی و نگاه ایدئولوژیک خداحافظی و سعی در ساختن جهان جدیدی در شعرش می‌کند. زبان‌ساده، کوتاه نویسی، طنز، پرداختن به زندگی روزمره و پر رنگ بودن عشق از ویژگی‌های اصلی شعرهای اخیر شمس لنگرودی است.

## کارزار هم‌صدایی در برابر تحریم‌ها
در ۱۸ آبان ۱۳۹۷ و بعد از دور دوم تحریمهای آمریکا علیه ایران، شماری از هنرمندان، کنشگران، فعالان فرهنگی و روزنامه‌نگاران ایرانی با امضای نامه‌ای سرگشاده و راه‌اندازی کارزاری علیه تحریم‌های یک‌جانبه آمریکا، از «مردم جهان» خواستند در برابر تحریم‌ها با آن‌ها هم‌صدا شوند.
امضاکنندگان این نامه سرگشاده که کارزاری با همین نام، «همصدایی در برابر تحریم‌ها»، را نیز راهبری می‌کنند در جایی از نامه خود که به دو زبان انگلیسی و فارسی منتشر شده می‌گویند: «سیاست‌گزاران دیر یا زود می‌روند، اما فجایع حاصل از عملکرد غلط آن‌ها جهانی را می‌سازد که ما و شما و فرزندان‌مان در طول تاریخِ پیشِ رو، دست به گریبانِ کابوسِ آن خواهیم بود.» نخستین امضاکنندگان این نامه سرگشاده که خطاب به هنرمندان، روشنفکران، اندیشمندان و مردم جهان نوشته شده‌است عبارتند از: رخشان بنی‌اعتماد (فیلمساز)، اصغر فرهادی (فیلمساز)، بهمن فرمان‌آرا (فیلمساز)، کیانوش عیاری (فیلمساز)، حسین علیزاده (موسیقیدان)، کیهان کلهر (موسیقیدان)، مجتبی میرطهماسب (فیلمساز)، لیلی گلستان (نویسنده و مترجم)، پری صابری (نویسنده و کارگردان تئاتر)، فریده غیرت (وکیل)، بهمن کشاورز (وکیل)، سیف‌الله صمدیان (عکاس، فیلمساز)، خسرو سینایی (فیلمساز)، فرح اصولی (نقاش)، داوود موسایی (ناشر)، لیلی ارشد (فعال مدنی)، شمس لنگرودی (شاعر)، فرهاد توحیدی (فیلمنامه‌نویس)، نغمه ثمینی (فیلمنامه‌نویس)، فیروزه صابر (فعال مدنی)، سهراب مهدوی (مترجم)، مژگان جمشیدی (روزنامه‌نگار)، مینا اکبری (روزنامه‌نگار)، علی بوستان (موسیقیدان)، صبا علیزاده (موسیقیدان)، پوریا عالمی (نویسنده و روزنامه‌نگار)، مریم زندی (عکاس)، ابراهیم حقیقی (طراح گرافیک)، امیر اثباتی (طراح)، سمیرا علیخان‌زاده (نقاش)، مرضیه وفامهر (بازیگر)

## کاندیداها و جوایز
- سال ۱۳۸۱ جایزه بنیاد بیژن جلالی در عرصهٔ تحقیق
- سال ۱۳۹۴ جایزه شعر احمد شاملو- برای منظومه بازگشت و اشعار دیگر
- سال ۱۳۹۴ کاندیدای بهترین بازیگر مرد از طرف منتقدان سینمایی برای بازی در فیلم «احتمال باران اسیدی»
- سال ۱۳۹۶ کاندیدای شاعر برتر در جشنواره ادبی آسیا در کره جنوبی

## نوشته‌ها

منظومه بازگشت و اشعار دیگر اثر محمد شمس لنگرودی شاعر و نویسنده ایرانی نخستین بار سال ۱۳۹۳ در نشر چشمه منتشر شد و در اولین دوره جایزه شعر احمد شاملو به عنوان برگزیده اول معرفی شد.

### شعر
| سال انتشار | نام کتاب                                                                     | انتشارات           |
| ---------- | ---------------------------------------------------------------------------- | ------------------ |
| ۱۳۵۵       | رفتار تشنگی                                                                  | مؤلف               |
| ۱۳۶۳       | در مهتابی دنیا                                                               | نشر چشمه           |
| ۱۳۶۵       | خاکستر و بانو                                                                | نشر چشمه           |
| ۱۳۶۷       | جشن ناپیدا                                                                   | نشر چشمه           |
| ۱۳۶۹       | قصیده لبخند چاک چاک                                                          | نشر مرکز           |
| ۱۳۷۹       | نت‌هایی برای بلبل چوبی                                                        | نشر سالی           |
| ۱۳۸۳       | پنجاه و سه ترانه عاشقانه                                                     | انتشارات آهنگ‌دیگر  |
| ۱۳۸۳       | باغبان جهنم                                                                  | انتشارات آهنگ‌دیگر  |
| ۱۳۸۵       | توفانی پنهان شده در نسیم، گزیده اشعار به انتخاب و مقدمه بهاءالدین مرشدی      | نشر چشمه           |
| ۱۳۸۶       | ملاح خیابان‌ها                                                                | انتشارات آهنگ‌دیگر  |
| ۱۳۸۷       | چوپانی سایه‌ها گزیده شعرها با انتخاب کریم رجب زاده                            | نشر تکا            |
| ۱۳۸۷       | مجموعه اشعار                                                                 | انتشارات نگاه      |
| ۱۳۸۸       | هیچ‌کس از فردایش با من سخن نگفت گزیده شعرها با انتخاب و مقدمه آزاده کاظمی     | انتشارات نگاه      |
| ۱۳۸۸       | ۲۲ مرثیه در تیر ماه مرتبط با رویدادهای پس از انتخابات ۱۳۸۸                   | به صورت الکترونیکی |
| ۱۳۸۸       | مرا ببخش خیابان بلندم گزیده شعرها با انتخاب غلامرضا بروسان                   | نشر شاملو          |
| ۱۳۸۹       | لب‌خوانی‌های قزل‌آلای من                                                        | انتشارات آهنگ‌دیگر  |
| ۱۳۸۹       | رسم کردن دست‌های تو                                                           | انتشارات آهنگ‌دیگر  |
| ۱۳۸۹       | می‌میرم به جرم آن‌که هنوز زنده بودم                                            | نشر چشمه           |
| ۱۳۹۰       | شب نقاب عمومی است                                                            | انتشارات نگاه      |
| ۱۳۹۲       | آوازهای فرشته بی‌بال (مجموعه اشعار)                                           | انتشارات نگاه      |
| ۱۳۹۲       | تعادل روز بر انگشتم (مجموعه شعر)                                             | انتشارات نگاه      |
| ۱۳۹۲       | حکایت دریاست زندگی (گزینهٔ اشعار)                                             | نشر نیماژ          |
| ۱۳۹۳       | منظومه بازگشت و اشعار دیگر کتاب برگزیده جایزه شعر احمد شاملو                 | نشر چشمه           |
| ۱۳۹۵       | واژه‌ها به دیدن من آمدند                                                      | انتشارات نگاه      |
| ۱۳۹۸       | کتاب موسیقی                                                                  | انتشارات نگاه      |
| ۱۴۰۰       | قطار سفید (شامل چهار کتاب قطار سفید، منظومه بازگشت، کتاب موسیقی و کتاب کویر) | انتشارات نگاه      |
| ۱۴۰۲       | رقص با گذرنامه جعلی                                                          | انتشارات نگاه      |

### رمان
- رژه بر خاک پوک، نشر مرکز، ۱۳۷۳
- آن‌ها که به خانه من آمدند، نشر افق، ۱۳۹۴

### پژوهش
- گردباد شور جنون، تحقیقی در سبک هندی و اشعار و احوال کلیم کاشانی، ۱۳۶۶
- تاریخ تحلیلی شعر نو (جلد اول)، نشر مرکز ۱۳۷۰
- مکتب بازگشت، تحقیقی در تاریخ و شعر دوره‌های افشاریه، زندیه و قاجاریه، نشر مرکز ۱۳۷۲
- تاریخ تحلیلی شعر نو (چهار جلد)، نشر مرکز ۱۳۷۷
- از جان گذشته به مقصود می‌رسد، در آثار و احوال نیما یوشیج، نشر قصه ۱۳۸۰
- رباعی محبوب من، نشر مرکز ۱۳۸۸
- روزی که برف سرخ ببارد، نشر مرکز ۱۳۸۹

### قصه برای کودکان
- شبی که مریم گم شد، تصویرگر: سارا ایروانی ۱۳۷۸
- رومی و بومی؛ روایت تازه از حکایت موش و گربه، تصویرگر: نیلوفر مهراد، نشر چشمه ۱۳۹۰
- داستان چرخ، تصویرگر، الهه جوانمرد، نشر شهر قلم ۱۳۹۲

### دربارهٔ شمس لنگرودی
- سخت مثل آب، فیلم مستندی نود دقیقه‌ای دربارهٔ زندگی و شعر شمس لنگرودی به کارگردانی آرش سنجابی و تهیه‌کنندگی سعید اردهالی
- بازتاب زندگی ناتمام، مجموعه مصاحبه هابه کوشش مژگان معقولی
- تاریخ شفاهی زندگی‌نامهٔ شمس لنگرودی از سری کتاب‌های تاریخ شفاهی ایران زیر نظر محمد هاشم اکبریانی، مصاحبه‌کننده: کیوان باژن، نشر ثالث ۱۳۸۷
- آن‌جا که وطن بود، گفت‌وگوهای مهدی مظفری ساوجی با شمس لنگرودی، نشر چشمه، ۱۳۹۹، چاپ دوم این اثر در اردیبهشت ماه ۱۴۰۳ از سوی انتشارات دیدآور صورت گرفته است.
- دو امدادی تک نفره، خاطرات شمس لنگرودی از سال‌های ۱۳۲۹ تا ۱۳۵۹، نشر چشمه ۱۴۰۰
- جایی پشت واژه‌ها، گفت‌وگوهای مهدی مظفری ساوجی با شمس لنگرودی، انتشارات کتاب دیدآور، ۱۴۰۰، چاپ دوم، ۱۴۰۳.

## فیلم‌شناسی

### بازیگری
- چشم‌هایش[۱۸] (۱۴۰۴)
- دوباره زندگی (۱۳۹۶)
- رفتن (۱۳۹۵)
- احتمال باران اسیدی (۱۳۹۳)
- پنج تا پنج (۱۳۹۲)
- فلامینگو شماره ۱۳ (۱۳۸۹)

## تک آهنگ‌ها

### خواننده
همه ترانه‌ها از طریق تلگرام و اینستاگرام شمس لنگرودی منتشر شده‌است:
- در شب
- می‌دانم (یلدا)
- تو را دوست دارم
- الون (گیلکی)
- آبون (گیلکی)
- تَم بزا (گیلکی)
- اکنون
- روزی نو
- کافکا
- برفی از رؤیا
- نوروز منی تو
- سرباز
- گرگ
- در باران
- زمستان